# Eesti Sulgpalliliit
Eesti Sulgpalliliit ist die oberste nationale administrative Organisation in der Sportart Badminton in Estland. Der Verband wurde 1964 als Verband der Sowjetrepublik gegründet.

## Geschichte
Nach dem Zerfall der Sowjetunion wurde der Verband 1992 Mitglied in der Badminton World Federation, damals als International Badminton Federation bekannt, und im kontinentalen Dachverband Badminton Europe, zu der Zeit noch als European Badminton Union firmierend. 1965 starteten die nationalen Titelkämpfe als Meisterschaften der Sowjetrepublik, 2001 die internationalen Titelkämpfe.

## Bedeutende Veranstaltungen, Turniere und Ligen
- Estonian International
- Estnische Meisterschaft
- Estnische Mannschaftsmeisterschaft
- Estnische Juniorenmeisterschaft

## Bedeutende Persönlichkeiten
- Robert Antropov – Präsident (2008–2012)